# Dearica Hamby
Dearica Hamby (née le 6 novembre 1993 à Marietta, Géorgie) est une joueuse américaine de basket-ball.

## Biographie
Elle passe trois années à la high school de Marietta puis conclut son cursus à Norcross.
Ses statistiques en senior sont de 20,3 points, première de l'Atlantic Coast Conference, et 10,7 rebonds. En quatre ans, elle inscrit 1 876 points avec un adresse aux lancers francs de 88,2 %. Elle est la cinquième joueuse de Wake Forest à inscrire au moins 1 800 points et 600 rebonds en carrière.
Elle est sélectionnée au 6e rang de la draft WNBA 2015 par les Stars de San Antonio.
Après son année rookie en WNBA, elle joue en Corée du Sud pour KB Stars.
Avec les Stars, elle fait forte impression sur certaines rencontres au début de la saison WNBA 2016 avec notamment 15 points et 18 rebonds le 14 juin lors d'une victoire 77 à 70 sur le Storm de Seattle. Le 1er septembre, les Stars annoncent la fin de sa saison pour cause de grossesse après qu'elle a disputé 25 rencontres pour des moyennes de 9,0 points et 5,1 rebonds. Après la naissance de sa fille le 5 février 2017, Dearica Hamby reprend l'entraînement et retrouve la WNBA pour la saison 2017.
En 2017-2018, elle joue avec le club italien de Virtus Eirene Raguse où elle est suspendue pour quatre rencontres après un geste violent sur la joueuse adverse Ivana Tikvic.

## Palmarès

### En WNBA
- 1x Championne WNBA en 2022

## Distinctions personnelles
- WNBA All-Star Game (2021 et 2022)

## Vie personnelle
Dearica Hamby a deux enfants. Amaya (née en février 2017) et Legend (né en mars 2023). 